# جرج اینس (نقاش)
جرج اینِس (انگلیسی: George Inness; ۱ مهٔ ۱۸۲۵ – ۳ اوت ۱۸۹۴) نقاش منظره‌نگار اهل ایالات متحده آمریکا بود. او از برجسته‌ترین نقاشان آمریکایی سدهٔ نوزدهم بود که آثارش نمونه‌های شاخص تونالیسم آمریکایی به‌شمار می‌روند. اینس را «پدر منظره‌نگاری آمریکایی» لقب داده‌اند.

## نگارخانه

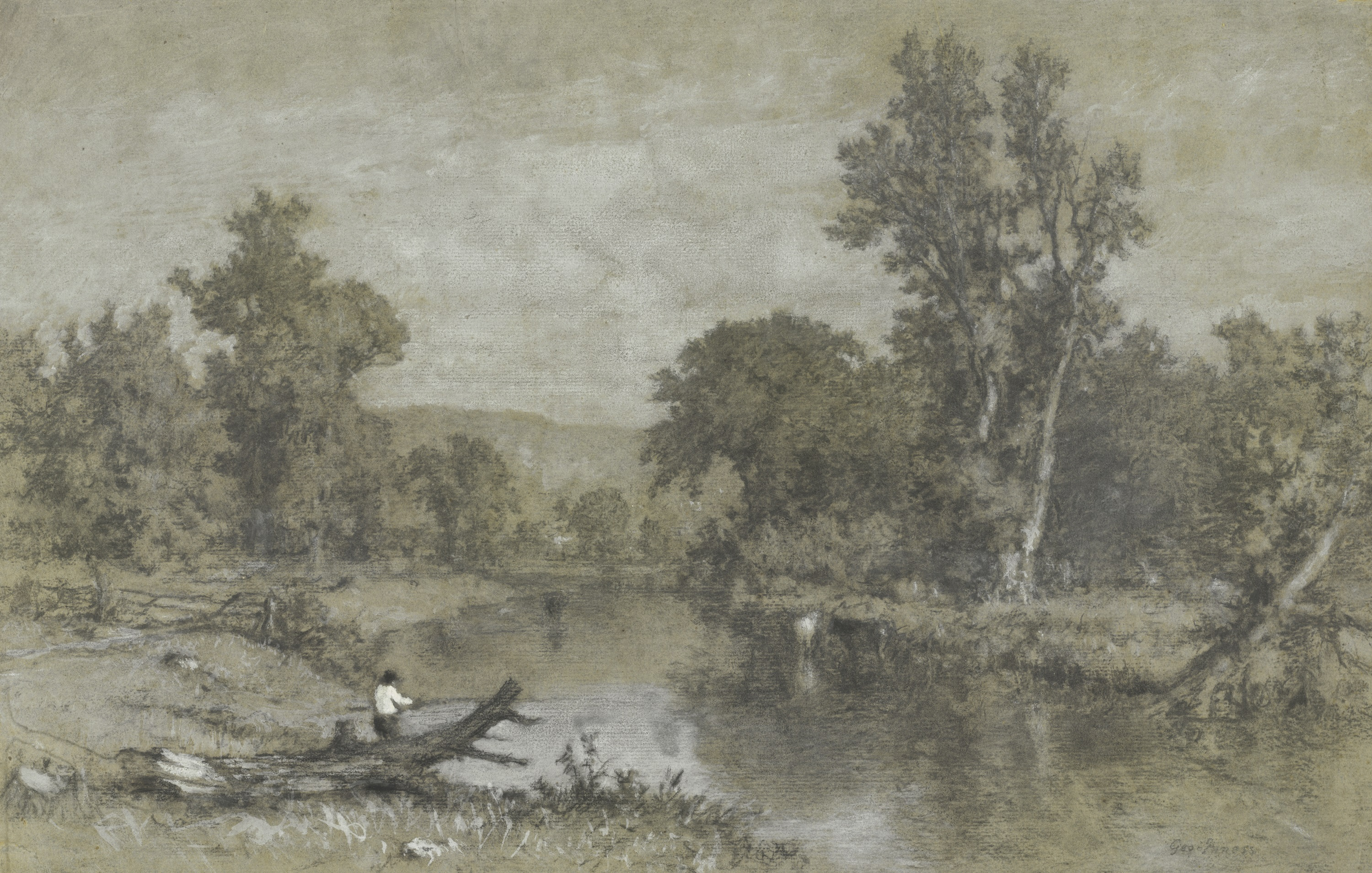
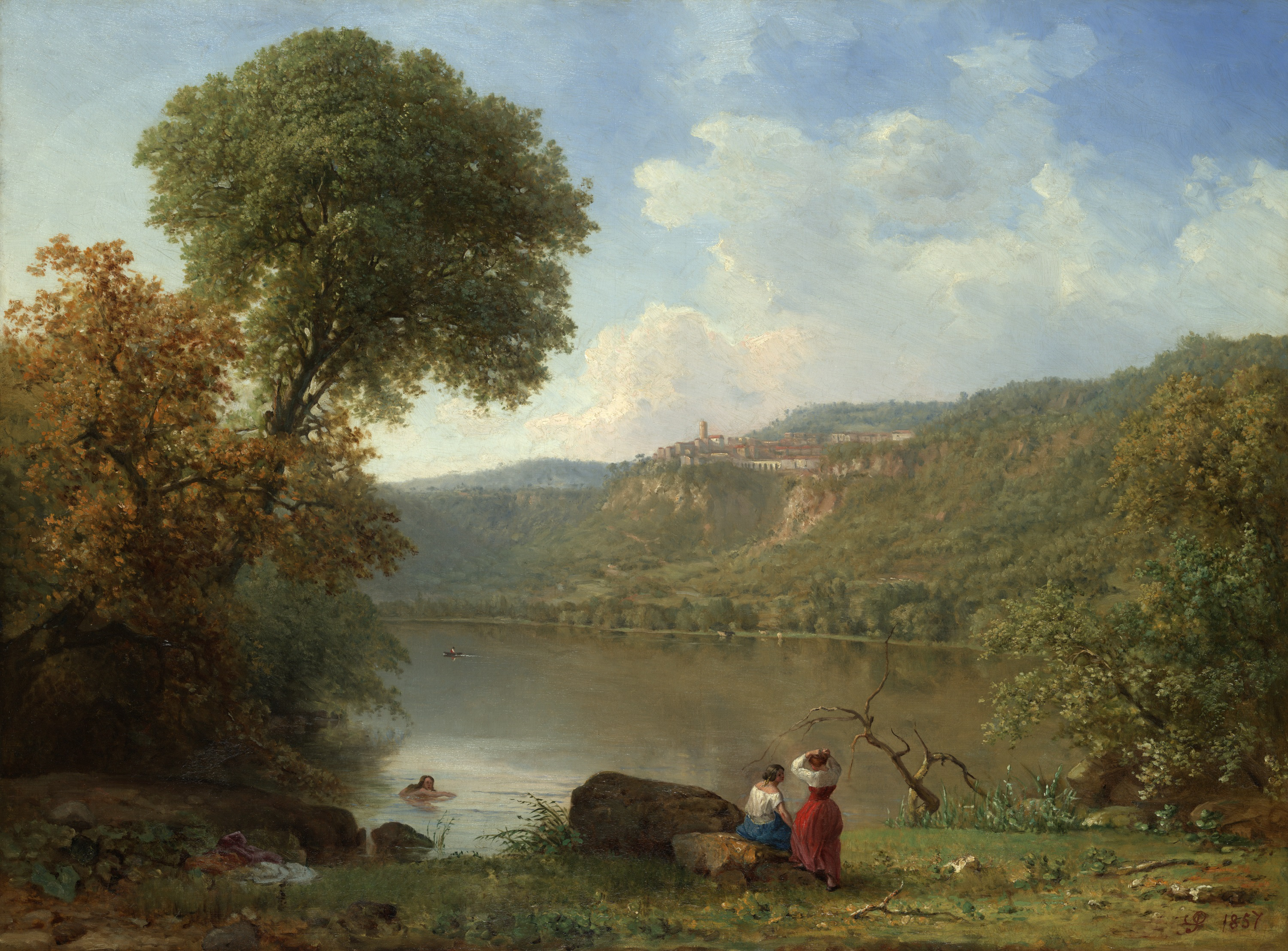
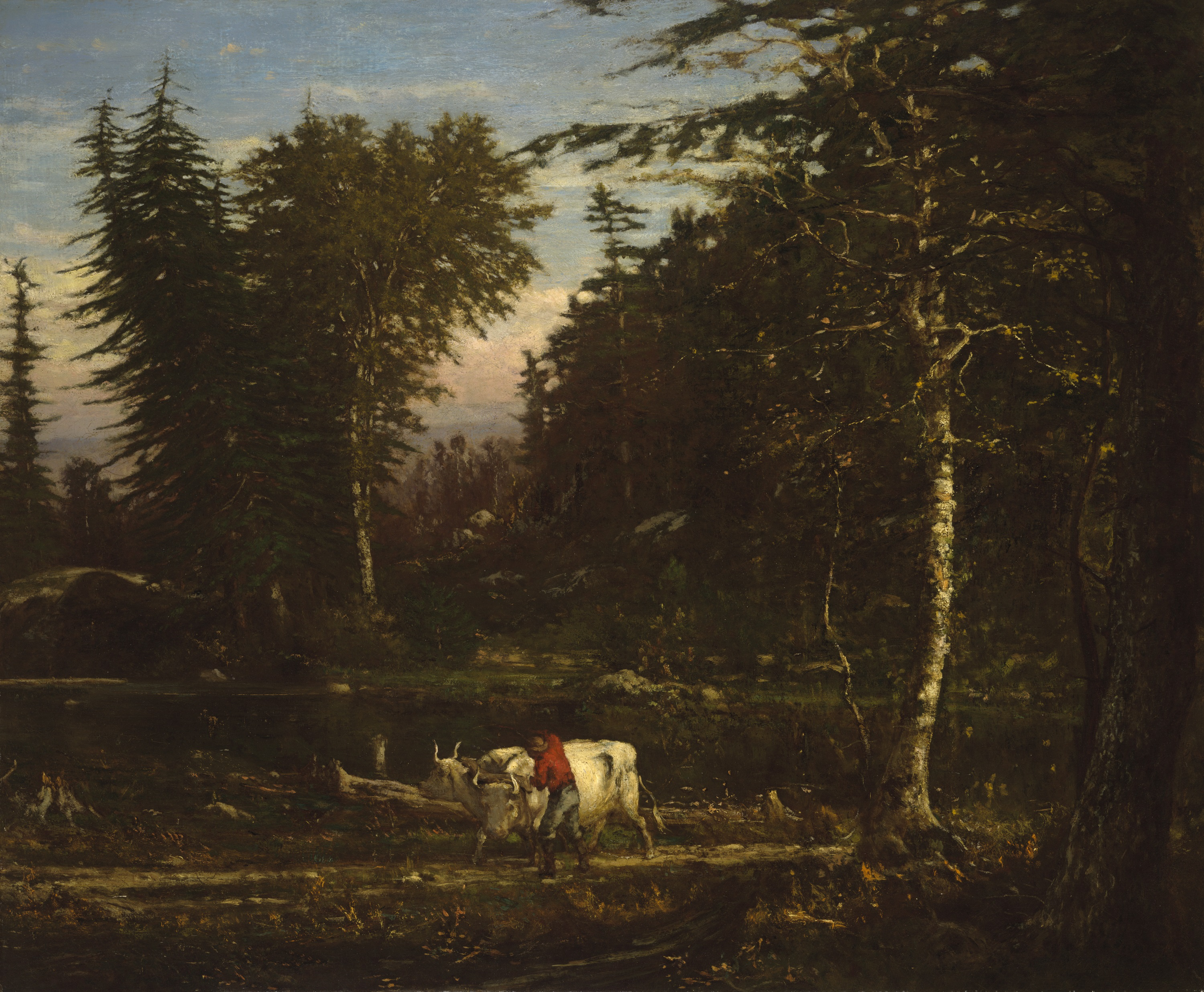
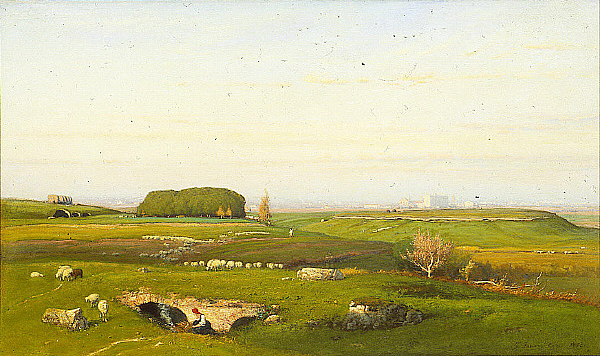
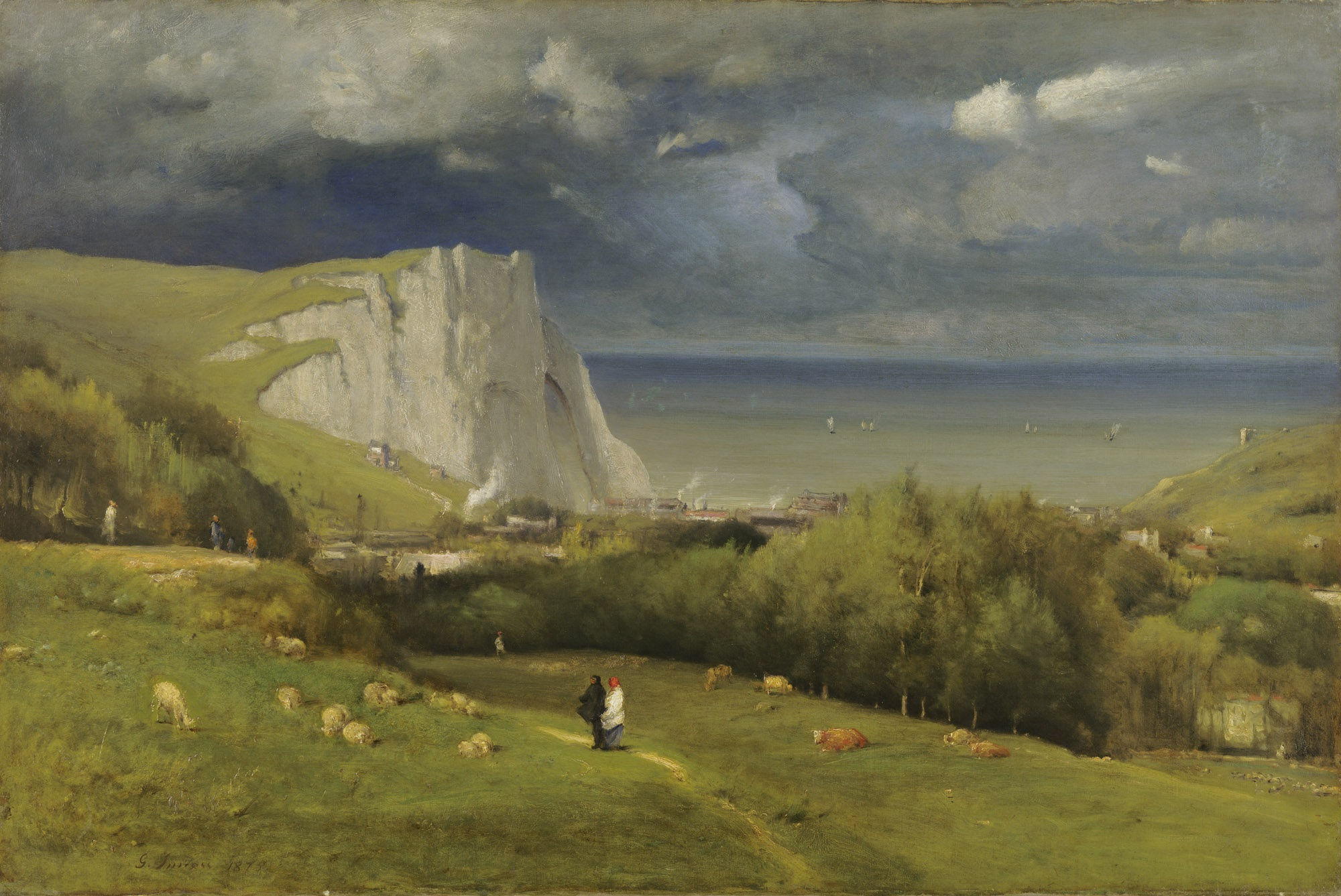
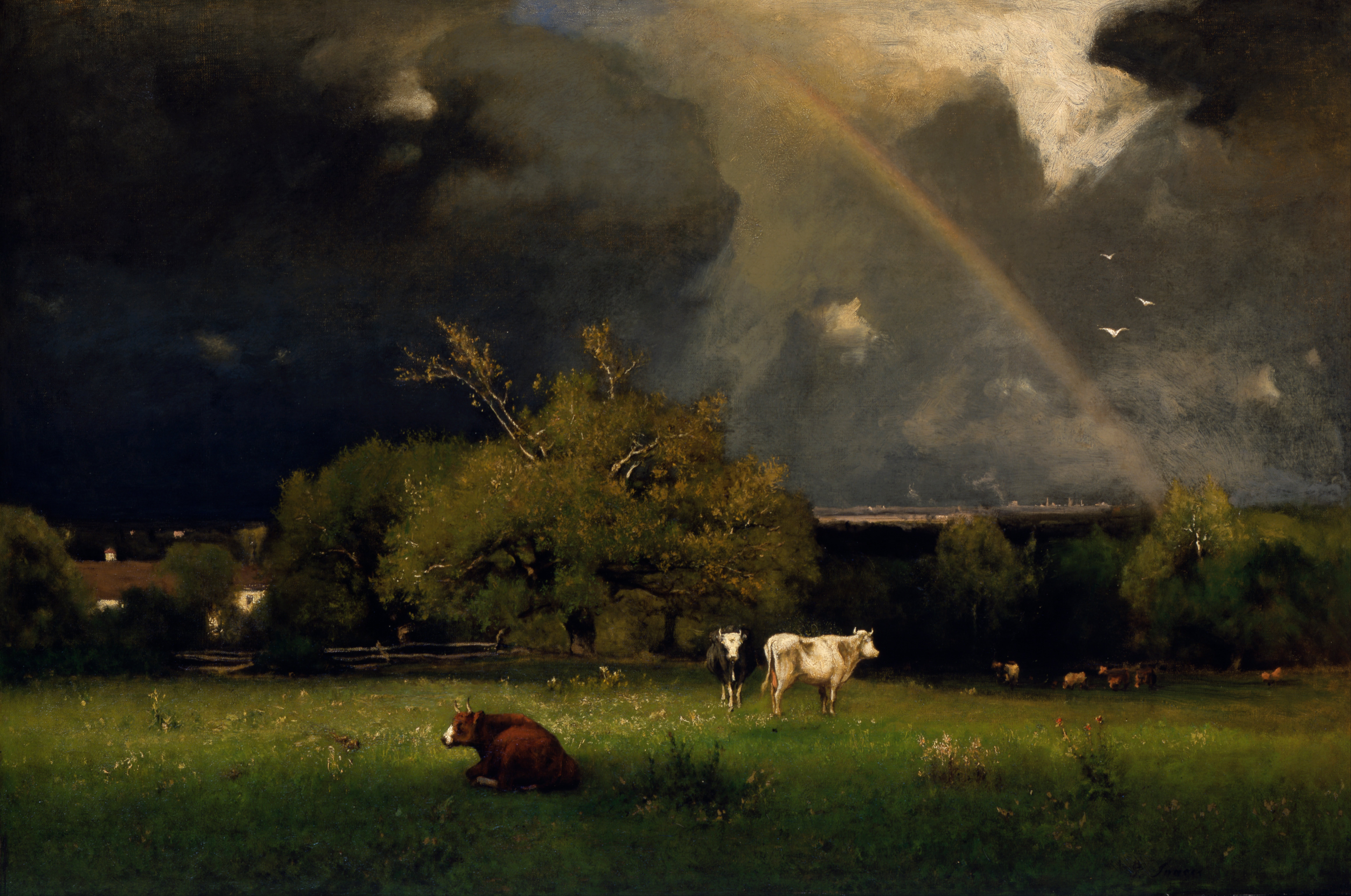
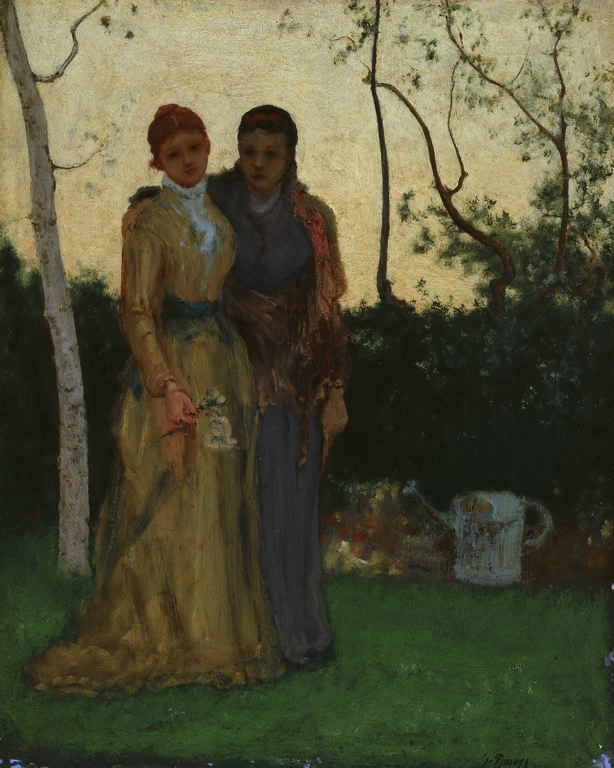
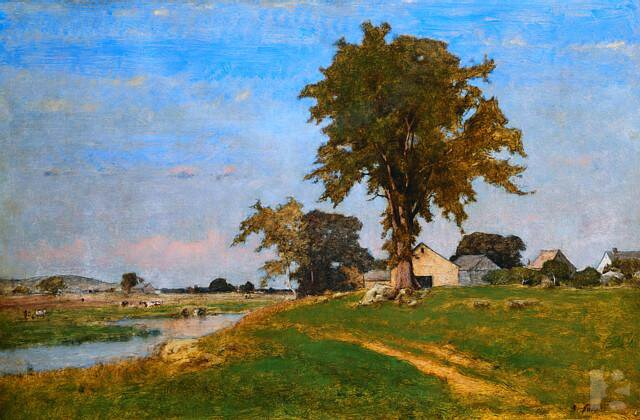
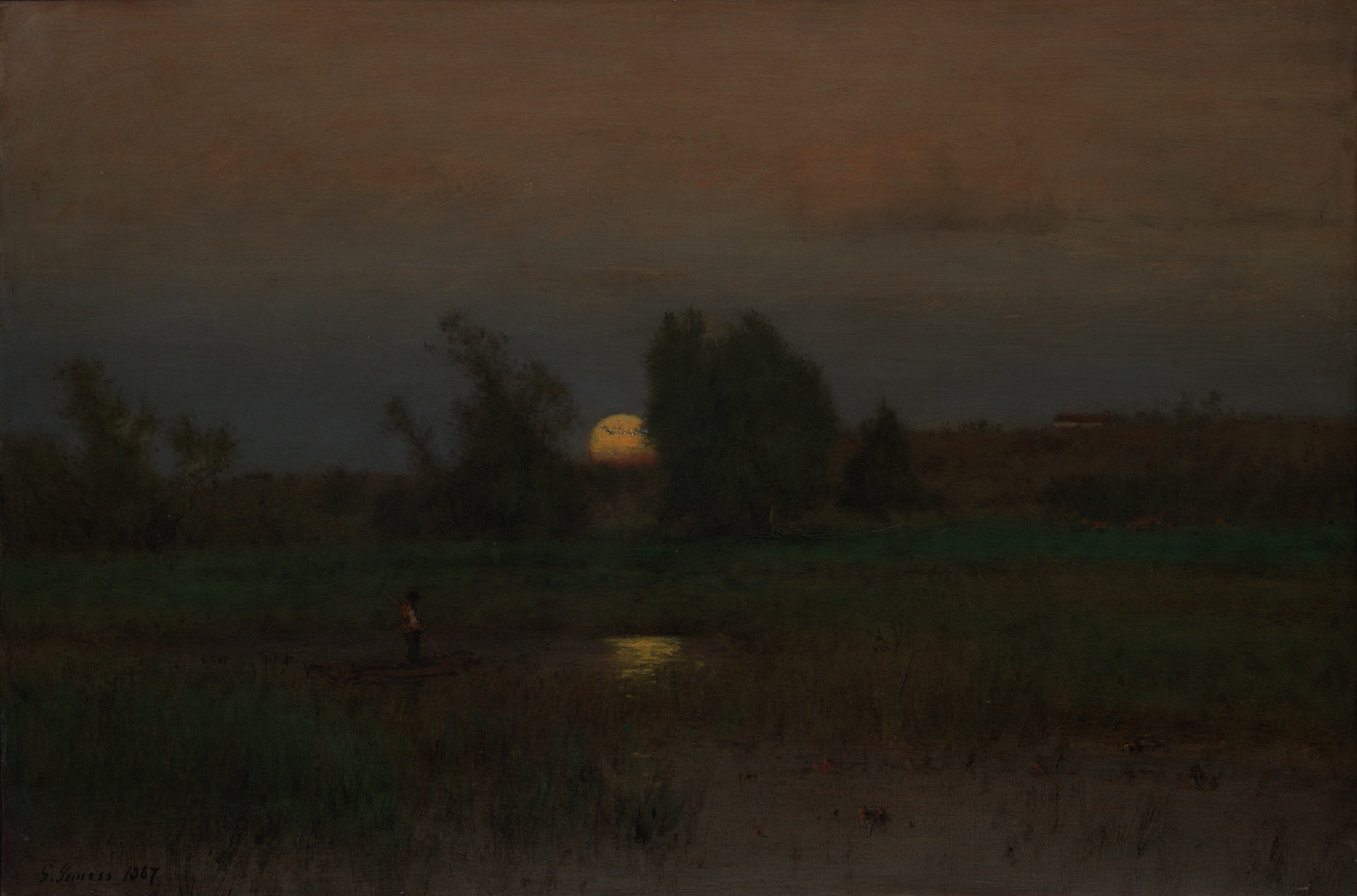
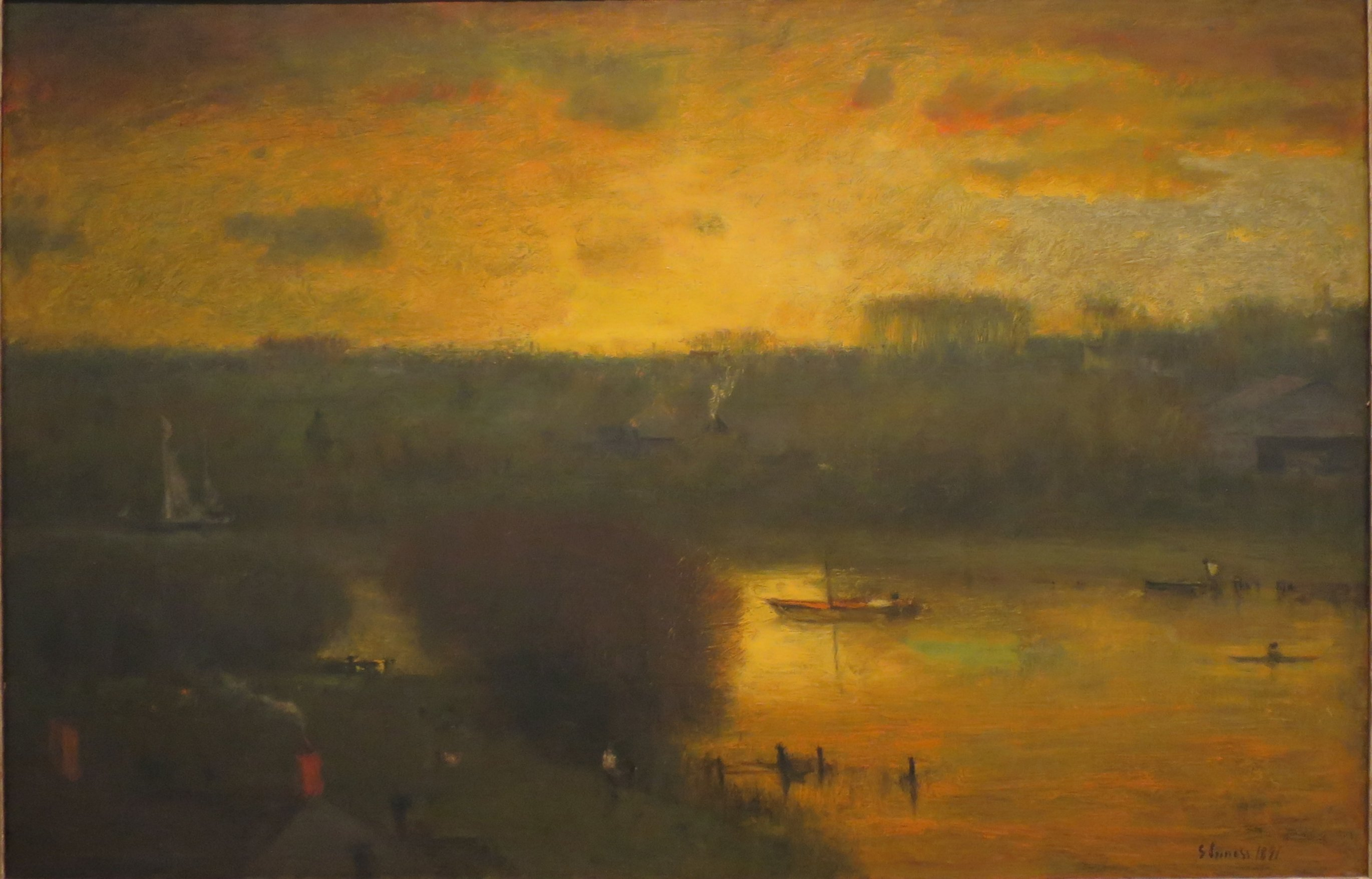
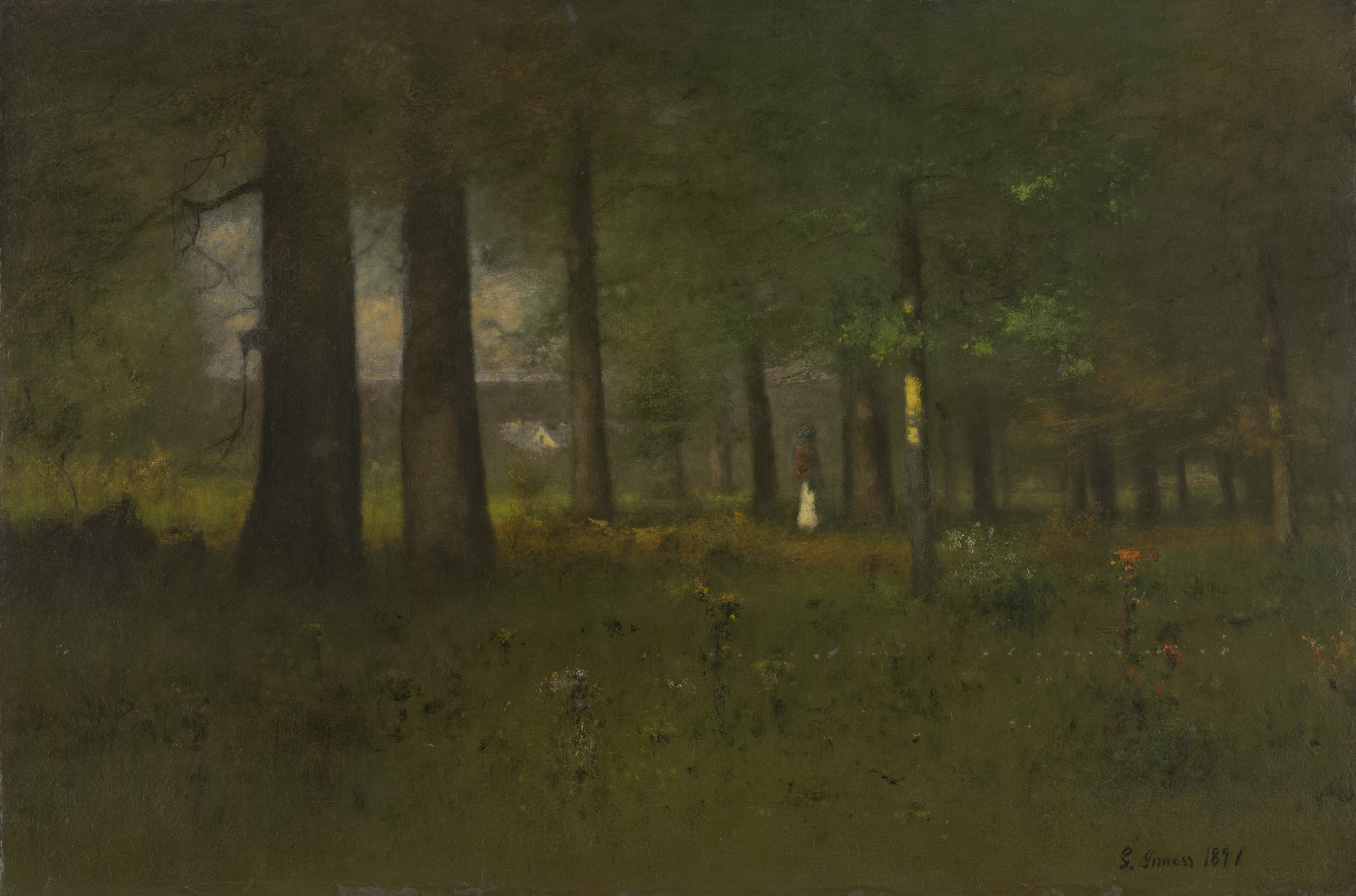
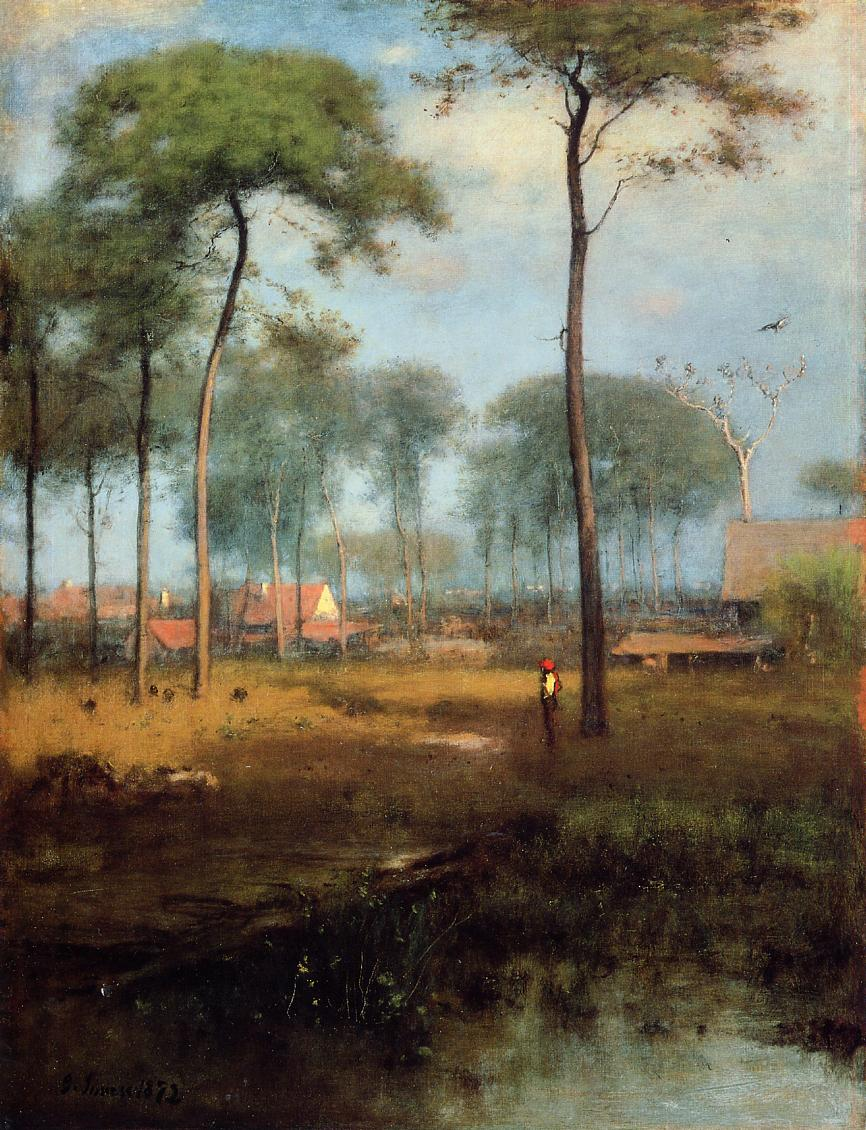
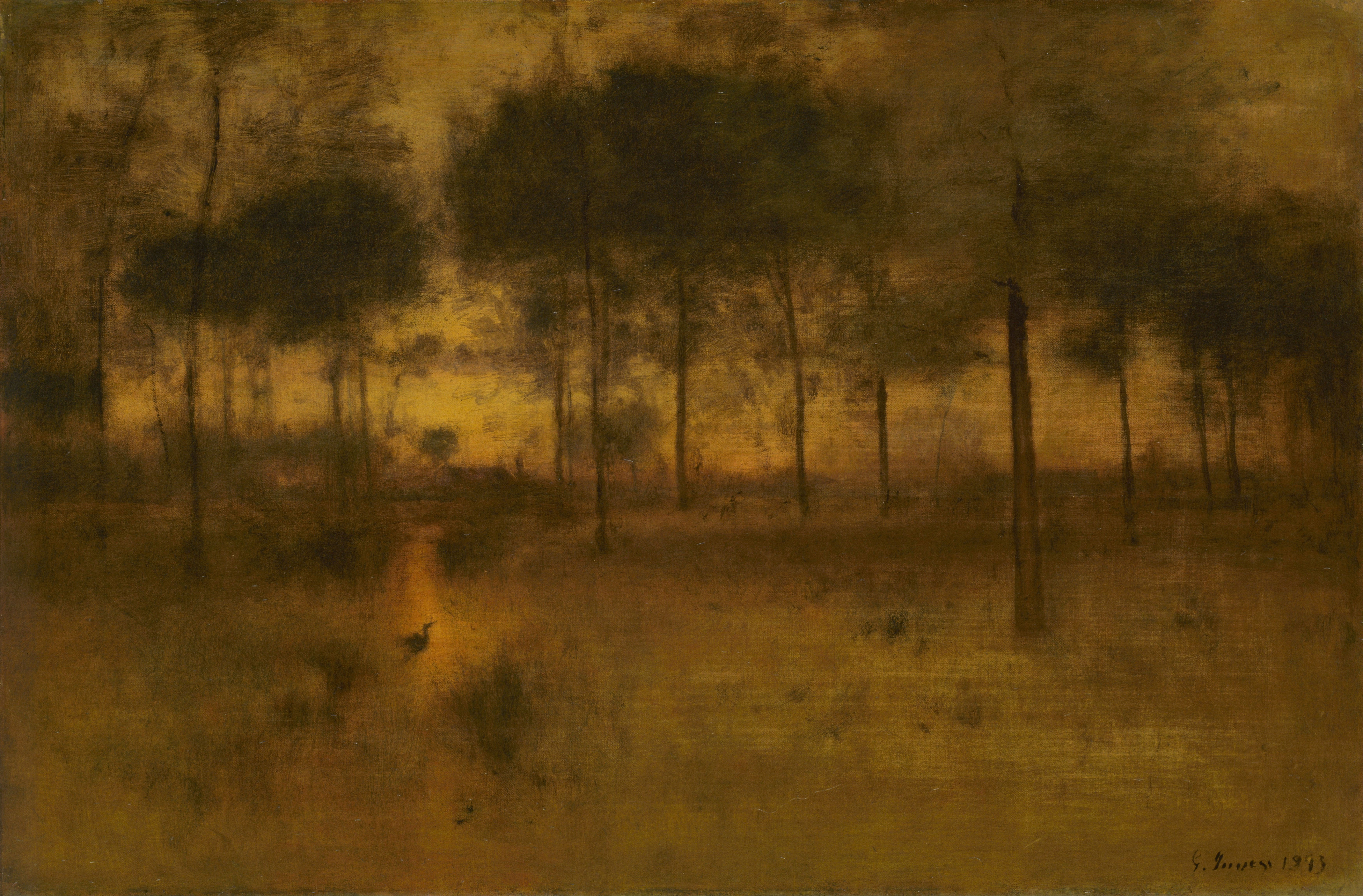
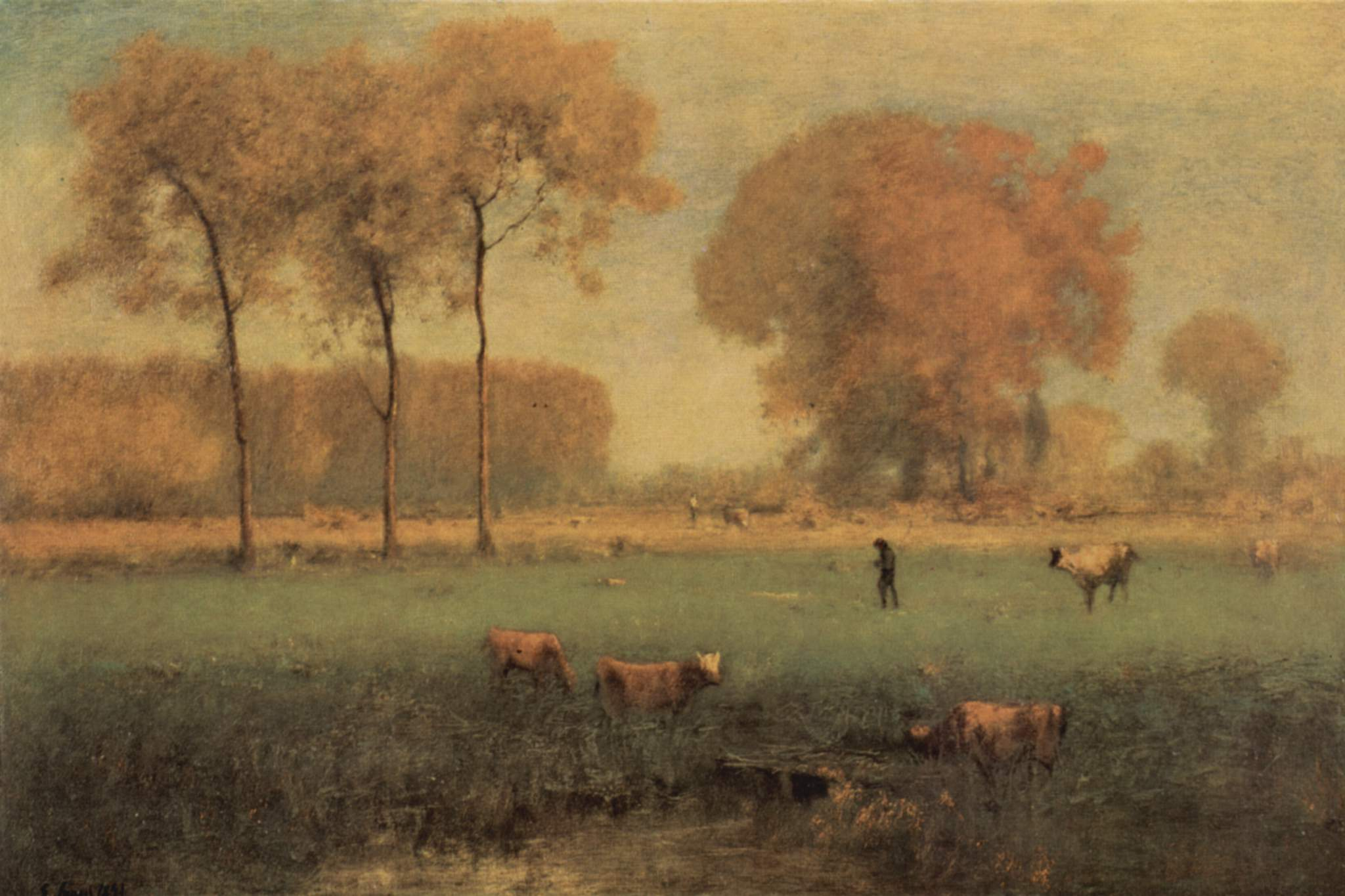
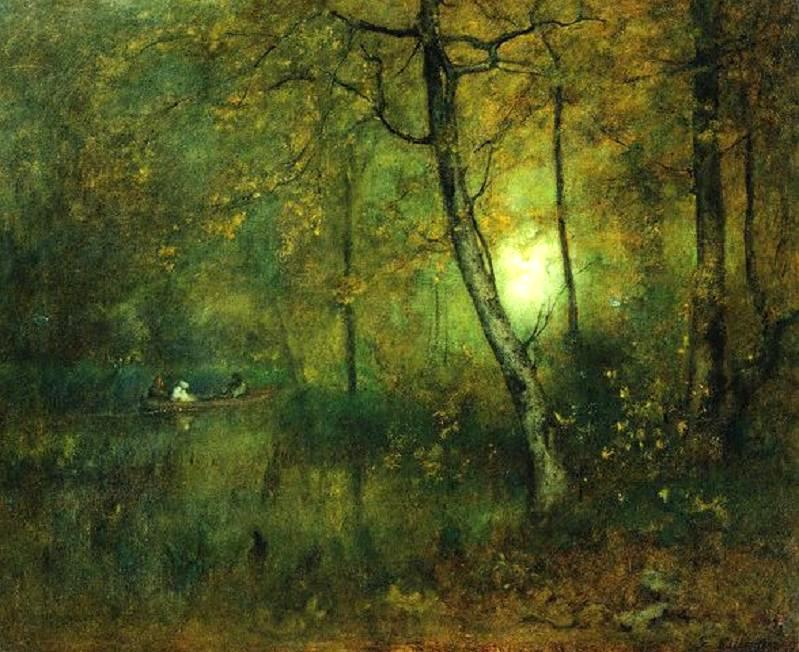
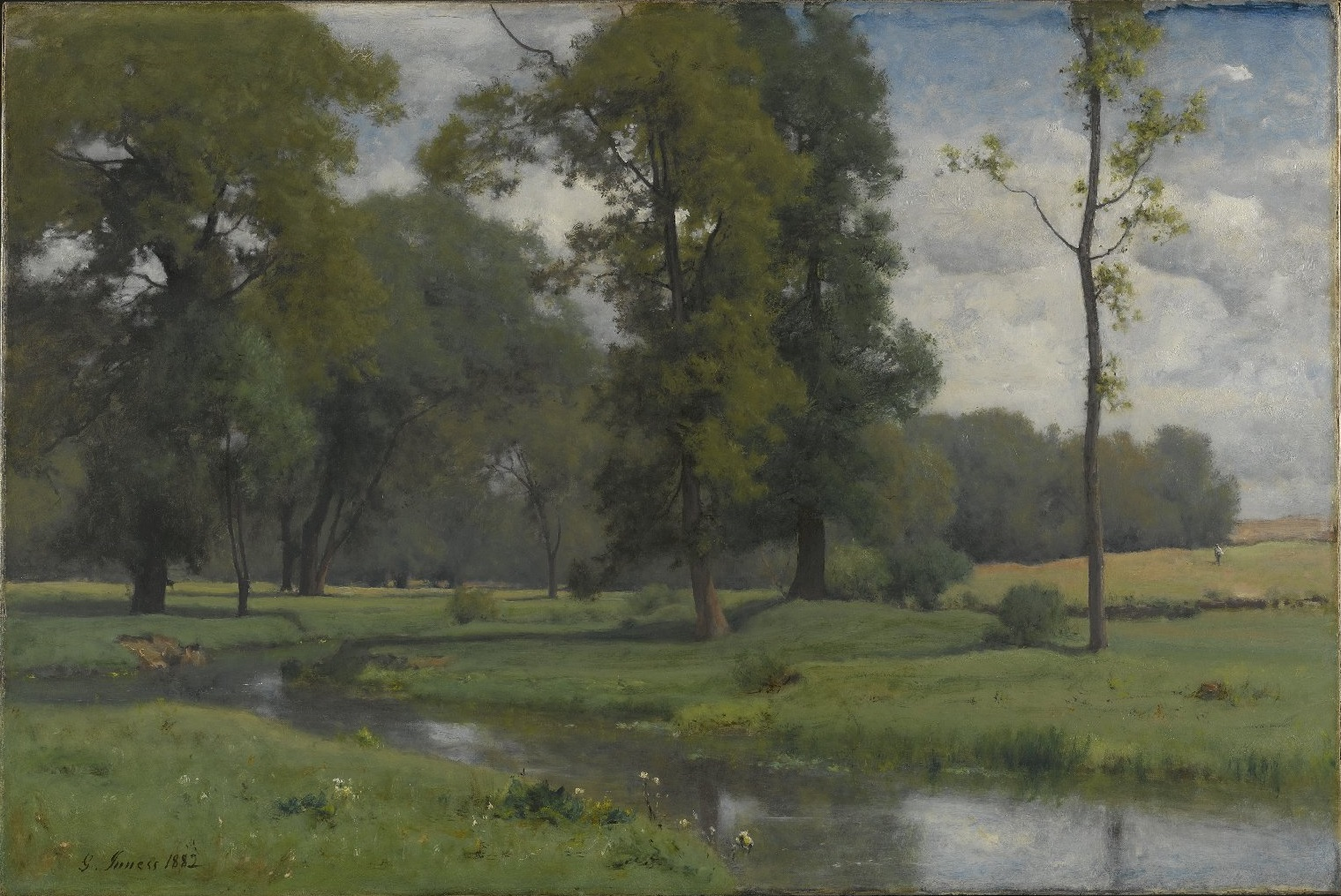
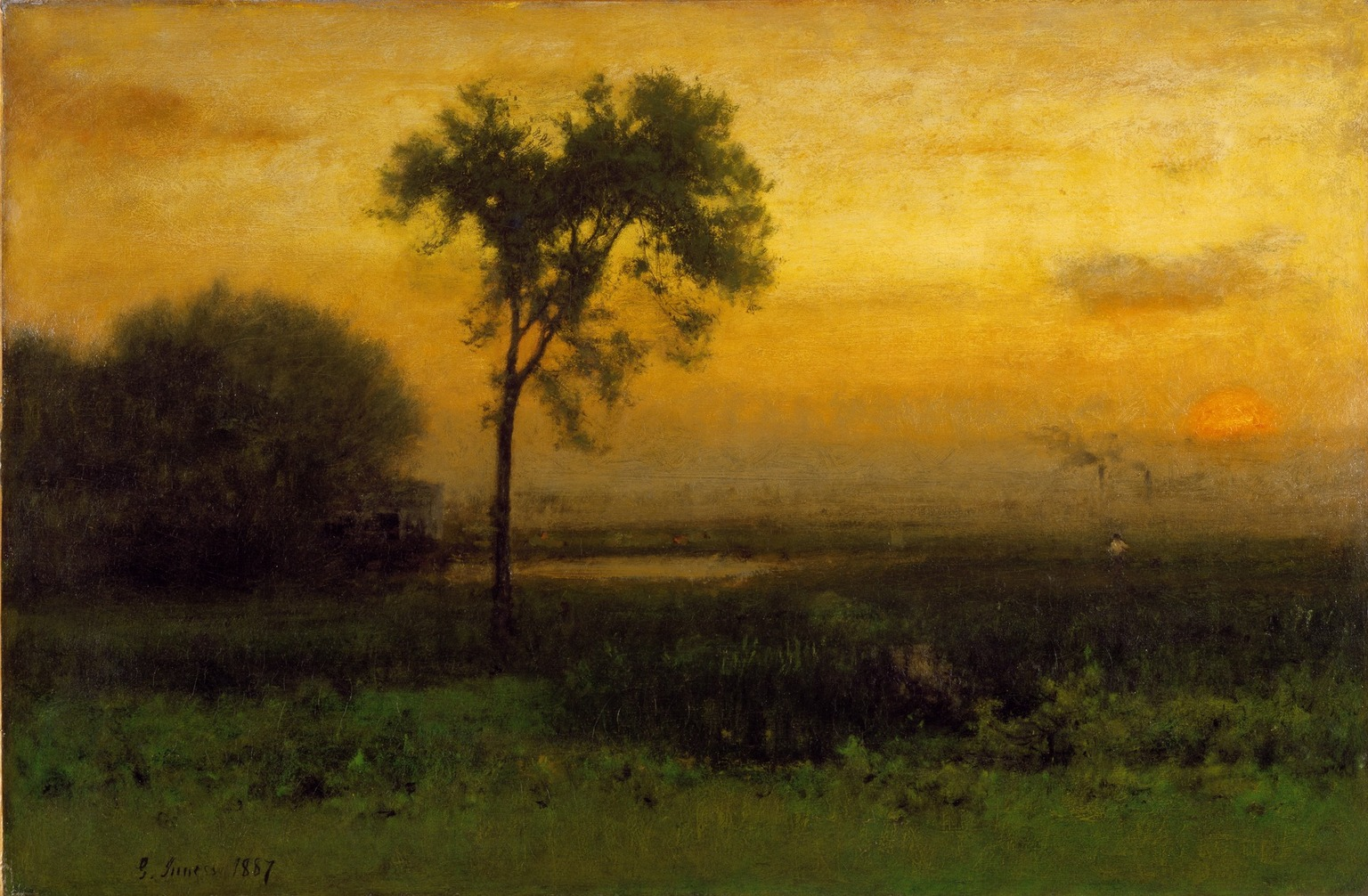
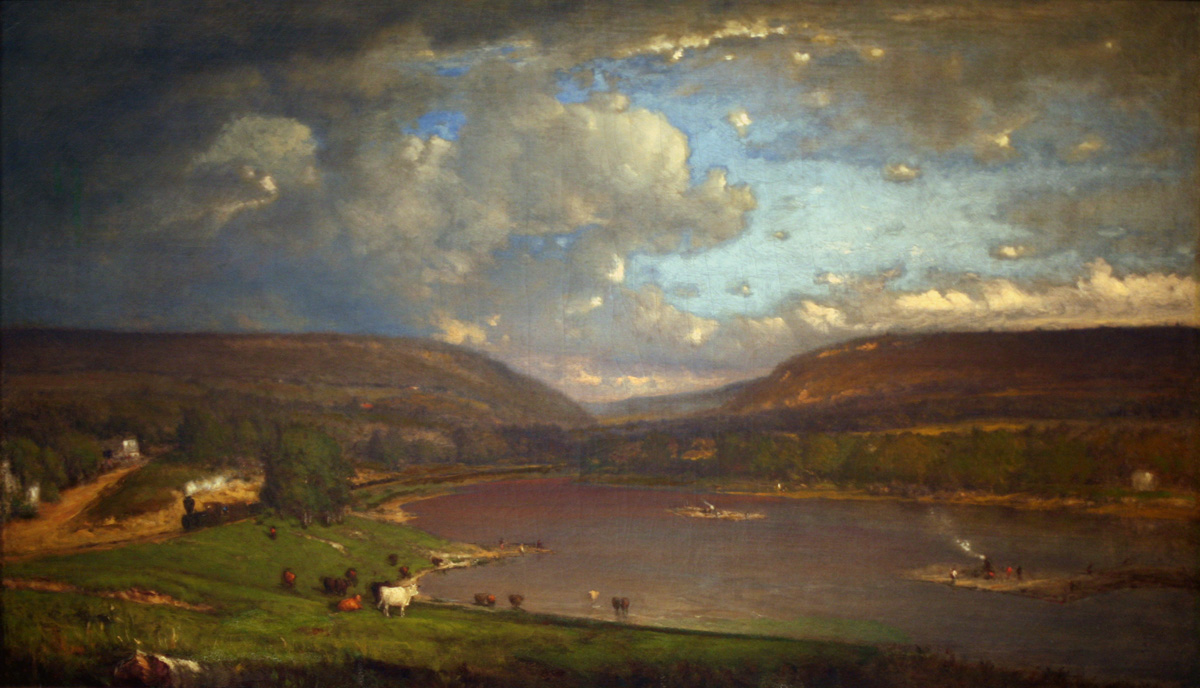
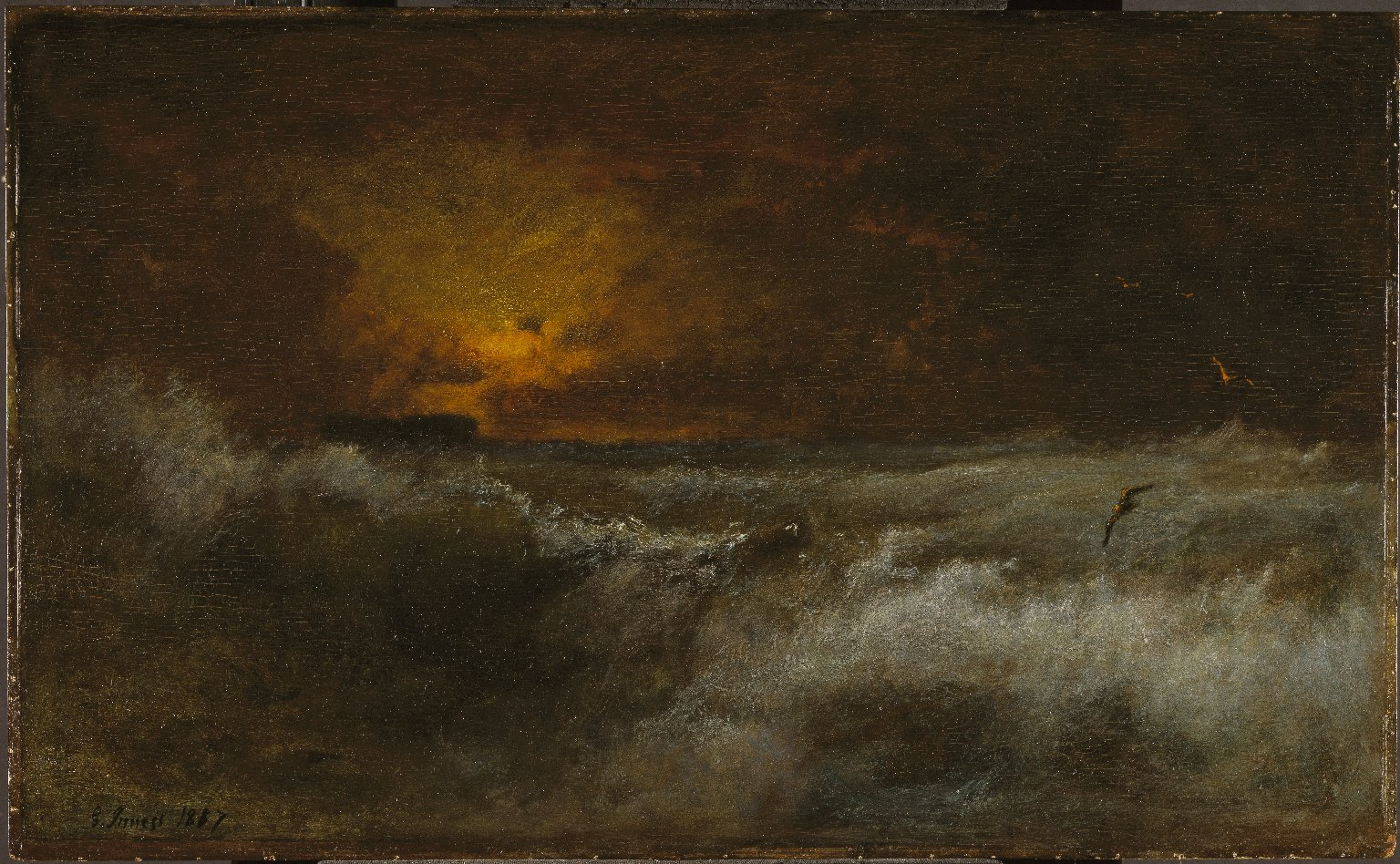
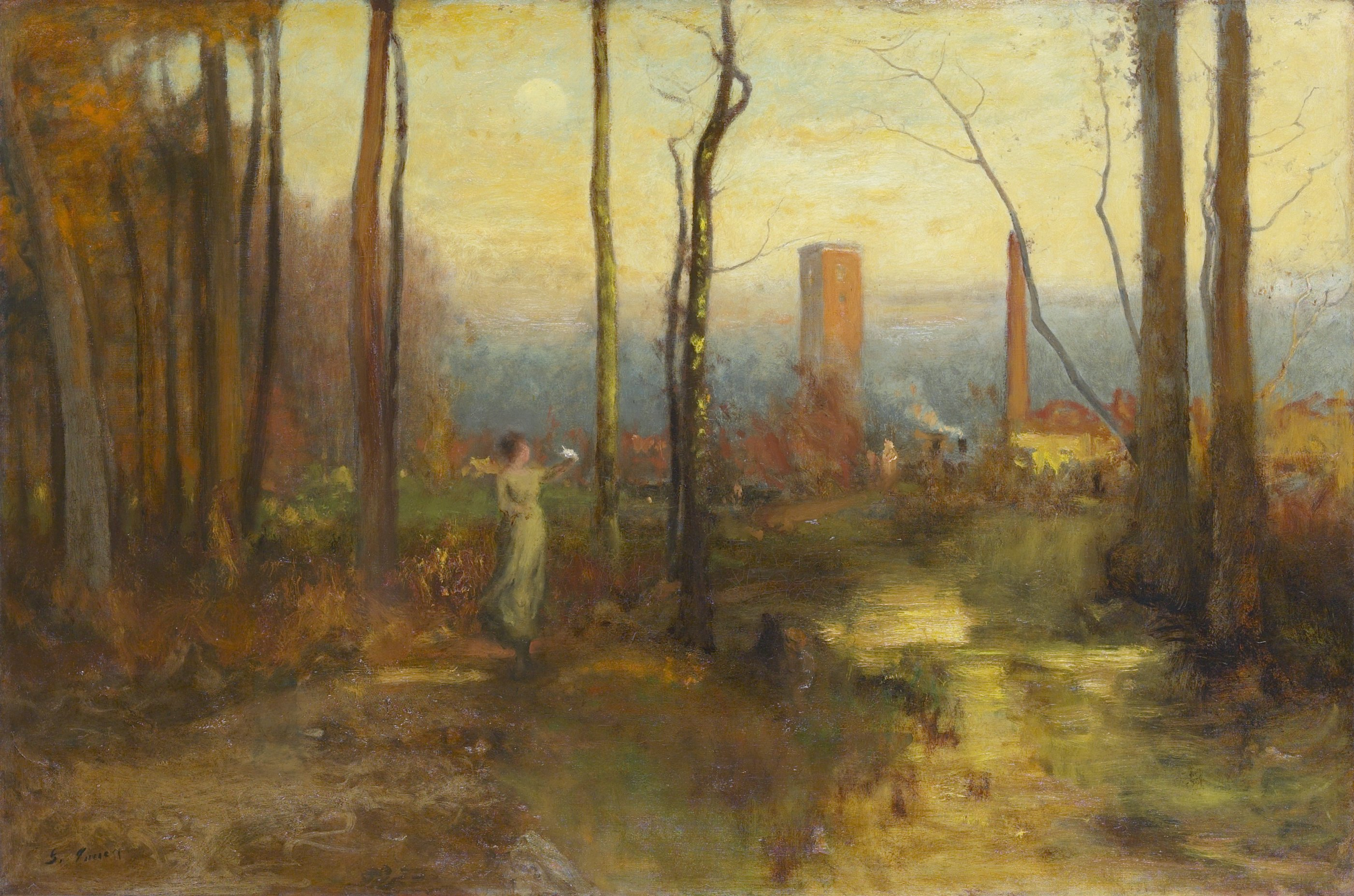